# Birkertsbach
Der Birkertsbach ist ein etwa 1,9 km langer und rechter Nebenfluss der Itz in Weißenbrunn vorm Wald.

## Geographie

### Verlauf
Der Birkertsbach hat zwei Quellen in einem kleinen Seitental der Itz am Fuße des Linden- bzw. Koppelsberges westlich von Weißenbrunn vorm Wald auf einer Höhe von etwa 450 m ü. NN. Sein kalkreiches Wasser entspringt aus dem Unteren Muschelkalk an der Grenze zum Röt.
Nach 500 Meter quert er die Emstadter Straße. Bis dort fließt der Bach im Muschelkalk in einem relativ moderaten Gefälle. Nun überwindet er in einem vierstufigen Wasserfall fünfzehn Höhenmeter in den tonigen Schichten des obersten Buntsandsteins. Dabei entweicht die Kohlensäure aus dem Wasser und es bildet sich Kalkstein, der ausfällt. So entstehen Absätze von Sinterkalk. Moose und andere Pflanzen fördern im Spritzwasserbereich die Entstehung des Kalktuff. Die Weißenbrunner Kalksinterterrassen gehören zu den eindrucksvollsten Nordostbayerns.
Der Birkertsbach mündet schließlich östlich von Weißenbrunn vorm Wald auf einer Höhe von etwa 345 m in unmittelbarer Nähe zum Froschgrundsee von rechts in die Itz.
Sein  Einzugsgebiet entwässert er über Itz, Main, Rhein zur Nordsee.

### Zuflüsse
- Wässerle (rechts), 0,3 km